# جامع سيراف
جامع سيراف (بالفارسية: مسجد جامع سیراف) هو مسجد تاريخي يعود إلى عصر القرن الثاني الهجري، ويقع في مقاطعة كنغان.